# نعم كل النساء

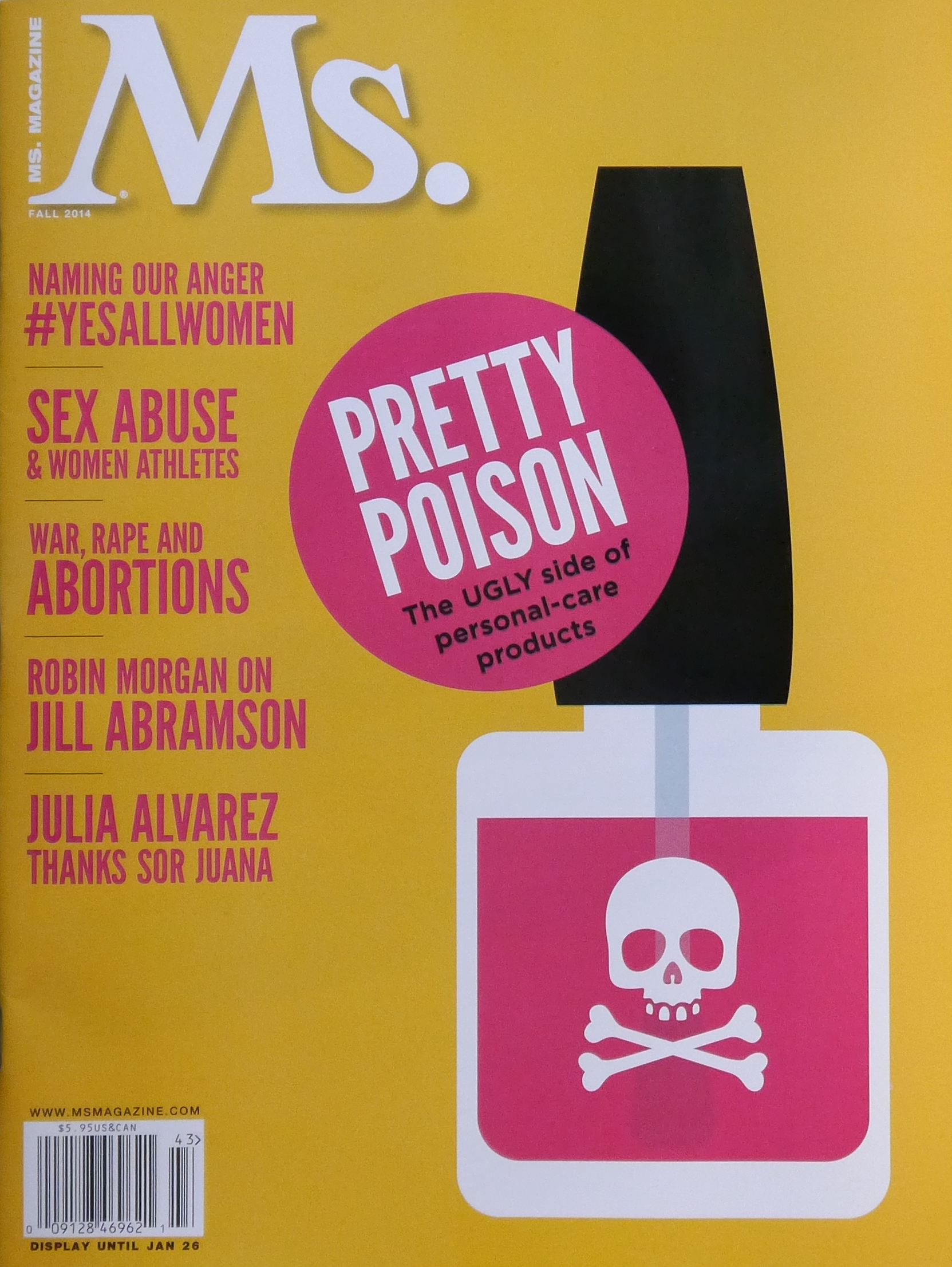
1. yesallwomen على غلاف مجلة ميس (Ms. magazine) عدد خريف 2014

نعم كل النساء #YesAllWomen هو عبارة عن رابط هاشتاج علي تويتر وحملة علي مواقع التواصل الاجتماعي، والذي يقوم رواد هذه المواقع باستخدامه ليشاركوا بعضهم أمثلة أو قصص حول كراهية النساء والعنف ضد المرأة. ولقد استخدم الرابط لأول مرة في محادثات عبر الإنترنت حول كراهية النساء في أعقاب عمليات القتل في إيسلا فيستا عام 2014، وكان الهاشتاج شائعًا في مايو 2014، وتم إنشاؤه جزئيًا ردًا على هاشتاج تويتر #NotAllMen (ويعني ليس كل الرجال). ولقد أظهر هاشتاج #YesAllWomen  قوة شعبية حيث قامت باستخدامه النساء في مشاركة قصصهن الشخصية حول التحرش والتمييز.
ولقد سعت الحملة إلي زيادة الوعي بالتمييز على أساس الجنس الذي تعيشه النساء ويكون في الأغلب من أشخاص يعرفونهم.

## ظهور الهاشتاج
بعد سلسلة قتل وقعت في ايسلا فيستا بكاليفورنيا والتي نتج عنها ستة قتلي وأربعة عشر جريحا، تم وصف النشاط الذي يقوم به القاتل علي الإنترنت بأنه معادٍ للنساء، وتم الاستشهاد بكرهه للمرأة كعامل في جرائمه. وفي أعقاب عمليات القتل، أدلى بعض مستخدمي تويتر بحجج تفيد أنه «ليس كل الرجالnot all men» بمثل هذا الرجل، أو يرتكبون مثل هذه الجرائم. في حين رد آخرون بالسخرية علي هذه الحجج باعتبارها دفاعية ومحاولة لتفادي مواضيع غير مريحة مثل العنف والتحيز الجنسي.
كرد فعل على هاشتاج "#NotAllMen"، قامت مستخدمة ويتر مجهولة الهوية بإنشاء رابط الهاشتاج للتعبير عن أن جميع النساء يتأثرن بالعنصرية علي حسب الجنس وكراهية النساء، على الرغم من أنه ليس كل الرجال عنصريين. أفادت بعض المصادر بأن مخترع الهاشتاج يبدو أنه مستخدم علي  تويتر يسمي @gildedspine  والذي تم تأكيده عندما قام موقع The Toast بنشر جزء مماثل لها في ذكرى الهاشتاج عام 2015.
تم تداول الهاشتاج بسرعة كبيرة من قبل النساء عبر وسائل التواصل الاجتماعي لتبادل خبراتهن حول التمييز الجنسي والمضايقات. بعض التغريدات أفادت بأنه: إذا كان «لدي صديق حميم  فهذه أسهل طريقة لجعل الرجل يتركك بمفردك لأنه يحترم شخص آخر عنك #yesallwomen». وأخرى تقول «أنا لا ينبغي علي أن أحمل مفاتيح سيارتي في يدي كأنها سلاح والتفت حول كتفي لاتفقده كل بضع ثواني عندما أسير في الليل #yesallwomen»، وغيرها تقول «لأن كل امرأة اعرفها لديها قصة عن رجل يشعر أن لديه الحق في الوصول إلي جسدها. كل واحدة منهن. #yesallwomen».

## أبعاد وآثار
علي مدار أربعة أيام من الاستخدام الأول لـهاشتاج #YesAllWomen، تم استخدام هذا الرابط حوالي 1.2 مليون مرة، تقدم علي غيره من الروابط القديمة التي كانت تجذب الانتباه أيضا حول العنف والتمييز ضد المرأة. بعد أربعة أيام من الاستخدام الأول للهاشتاج. كتبت المعلقة جيسيكا فالنتي (Jessica Valenti) في صحيفة الجارديان أن الهاشتاج YesAllWomen ساعد علي تجسيد انتشار التمييز الجنسي ضد المرأة كل يوم. ووصفته الكاتبة ريبيكا سولنيت (Rebecca Solinite) بأنه لحظة فاصلة «يمكن أن نري فيها تغيير يحدث»، وأشارت إلي دوره في نشر مصطلح  «الاستحقاق الجنسي»، وهو في مفهومها غضب الذكور من النساء لعدم تلبية احتياجاتهم العاطفية والجنسية. وفي مقابلة مع برنامج الديمقراطية الآن!، صرحت سولنيت بأن الهاشتاج ساعد على تغيير الطريقة التي يتحدث بها المجتمع عن الاغتصاب. وقالت سينثيا كالكينز ميركادو (Cynthia Calkins Mercado)، أستاذة مساعدة في علم النفس، لصحيفة كانساس سيتي ستار إن هذا الهاشتاج قد غير من نظرتها حول انتشار كراهية النساء في المجتمع الأمريكي، وزاد الوعي بتجارب النساء. وقامت ساشا وييس (Sacha Weiss)  في كتابتها في ذا نيويوركر، بوصف الحملة بأنها «نوع من النصب التذكاري، مطلب حازم لإقامة مجتمع يكون أكثر عدلاً»، وأثنت على موقع تويتر كوسيلة قوية للنشاطات.